# Wendelstein
Wendelstein è un comune-mercato di 16 247 abitanti, situato nel Land tedesco della Baviera.